# Сборная ОАЭ по регби
Сборная ОАЭ по регби представляет Объединённые Арабские Эмираты в международных матчах по регби-15 высшего уровня. ОАЭ стали сотым членом IRB, и сейчас команда занимает 53-е место в рейтинге сборных. Эмираты дебютировали в 2011 году, сыграв вничью со Шри-Ланкой (13:13). Тем не менее, уже в сезоне 2013 года команда играет в высшем дивизионе Азиатского кубка пяти наций.
Основу сборной составляют англоязычные игроки. Ранее регбисты из ОАЭ представляли объединённую сборную Арабского залива.

## Результаты
По состоянию на 19 июня 2013 года.
| Соперник         | Матчи | Победы | Поражения | Ничьи | Доля побед |
| ---------------- | ----- | ------ | --------- | ----- | ---------- |
| Бельгия          | 1     | 0      | 1         | 0     | 0 %        |
| Бразилия         | 1     | 0      | 1         | 0     | 0 %        |
| Гонконг          | 4     | 0      | 4         | 0     | 0 %        |
| Зимбабве         | 1     | 0      | 1         | 0     | 0 %        |
| Казахстан        | 2     | 2      | 0         | 0     | 100 %      |
| Кения            | 1     | 0      | 1         | 0     | 0 %        |
| Тунис            | 1     | 0      | 1         | 0     | 0 %        |
| Шри-Ланка        | 1     | 0      | 0         | 1     | 0 %        |
| Республика Корея | 1     | 0      | 1         | 0     | 0 %        |
| Япония           | 2     | 0      | 2         | 0     | 0 %        |
| Всего            | 15    | 2      | 12        | 1     | 13 %       |